# Clarke's Beach
Clarke's Beach es un pueblo canadiense situado en la provincia de Terranova y Labrador.

## Superficie
Clarke's Beach tiene una superficie de 12,64 km².

## Demografía
En 2021, tenía 1400 habitantes, una densidad poblacional de 110,7 hab./km², y 678 viviendas.